# Universidad de Mercaderes de Burgos

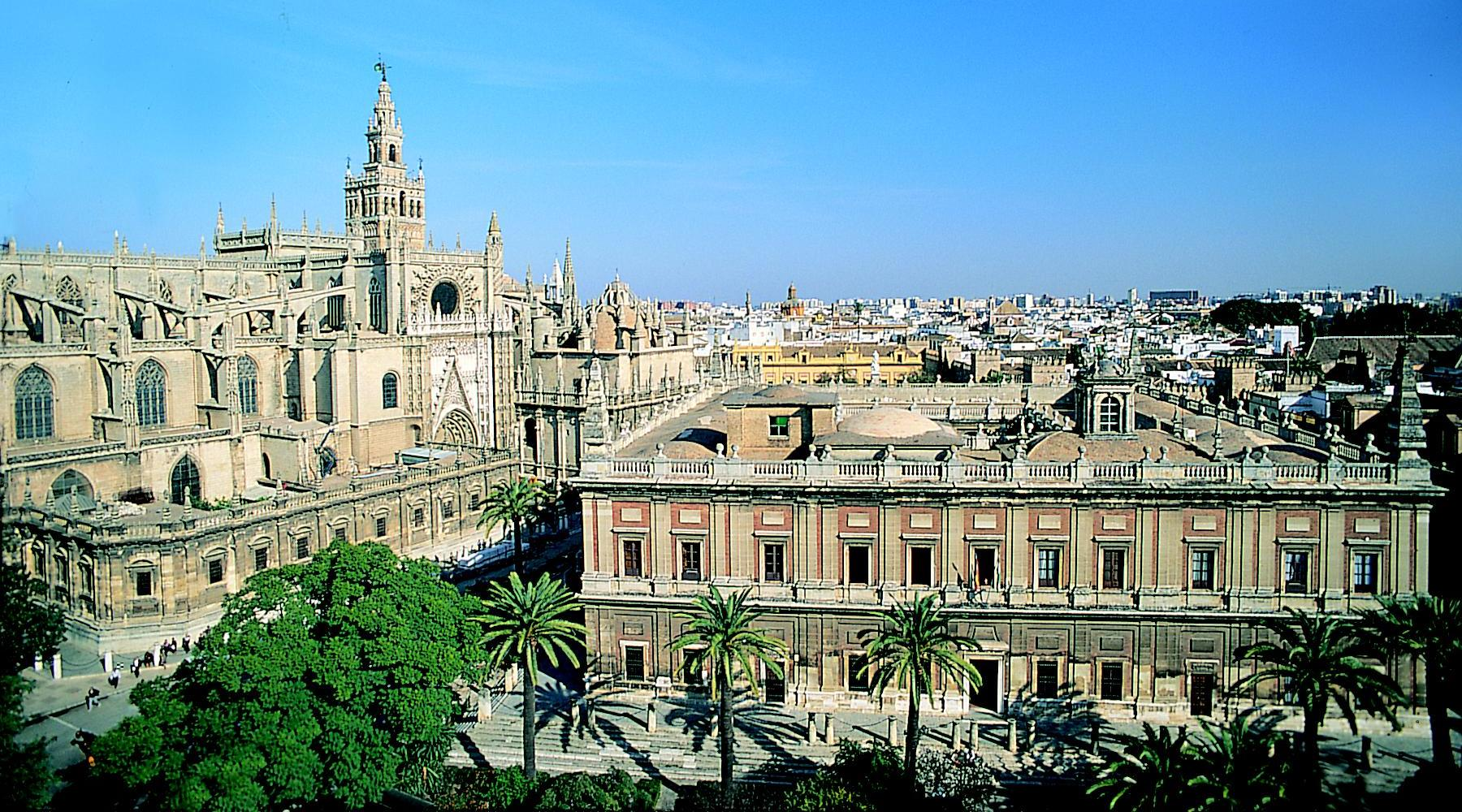
Vista de la Catedral de Sevilla y del edificio del Archivo General de Indias

La Universidad de Mercaderes de Burgos fue una organización gremial de comerciantes creada en el siglo XV.

## Historia
En la Edad Media, el término "universidad", en general, designaba a una asociación de personas que han decidido agruparse para tener una mayor presencia y fuerza ante intereses y objetivos comunes.
La Universidad de Mercaderes era un gremio de comerciantes, principalmente, exportadores de lana, que se había formado al relacionarse con otros lugares donde se llevaban las mercancías para intercambiarse, sobre todo con Brujas.</ref>
Ya habían existido gremios de comerciantes en Burgos desde el siglo XIII. Según algunos autores hacia 1433 y según otros entre 1447 y 1455 se creó un gremio de estos comerciantes y en 1494 los Reyes Católicos dotaron al mismo del Consulado del Mar de Burgos, un tribunal consular para regir sus asuntos civiles.
En principio esta Universidad estaba concebida como una especie de hermandad y cofradía como gran centro recolector de lanas.
Las ordenanzas del Consulado de 1538 especifican que siempre fueron "la Universidad" y que eran una organización devota del Espíritu Santo.